# David A. Kolb
David A. Kolb (ur. 1939) – amerykański teoretyk metod nauczania. Jego główne zainteresowania i publikacje dotyczą tak zwanego „Modelu Uczenia przez doświadczenie” (ang. Experiential Learning Model).
David Kolb jest profesorem i pedagogiem, który specjalizuje się w uczeniu się przez doświadczenie, zmianie indywidualnej i społecznej, rozwoju kariery i edukacji zawodowej. W roku 1964 uzyskał uzyskał tytuł licencjata z wyróżnieniem w KNOX College w Stanach Zjednoczonych. Również w  1964 roku uzyskał tytuł magistra (MA.), a także doktorat (Ph.D czyi doktor filozofii.) na Uniwersytecie Harvarda. Po ukończeniu studiów rozpoczął pracę jako wykładowca i badacz w Weatherhead, School of Management. 

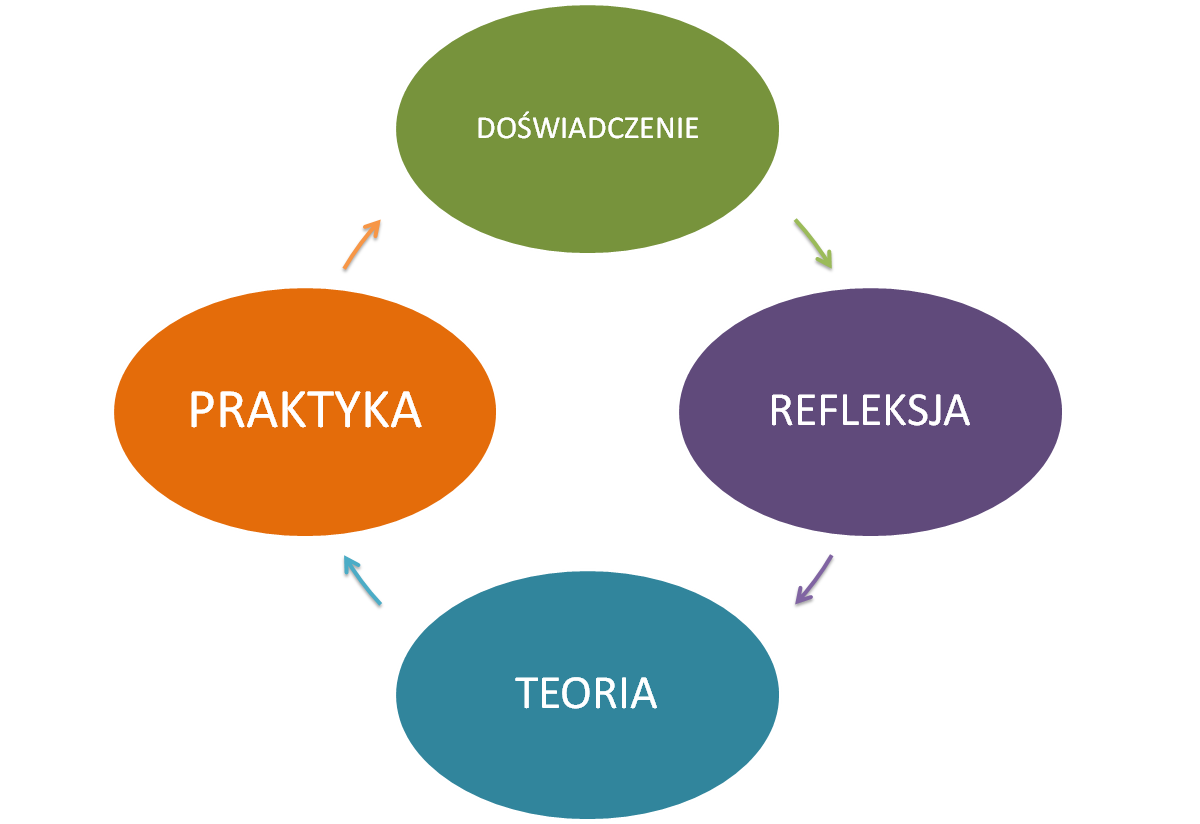
Cykl Kolba

Model ten jest również nazywany Modelem Lewina, z uwagi na ogromny wpływ Kurta Lewina (jednego z największych teoretyków uczenia się i mnożenia wiedzy w organizacjach) na pracę Kolba.
Graficzną reprezentacją jest powtarzalny cykl czterech kroków:
- Wiedzę zdobywa się poprzez praktykę i doświadczenie.
- Pewne konkretne doświadczenie skłania do rozumnej obserwacji.
- Ta refleksja powoduje tworzenie abstrakcyjnych reguł generalizujących, służących nie tyle do opisania danego konkretnego zdarzenia, ale wszystkich jemu podobnych.
- Powstała w ten sposób wiedza jest następnie weryfikowana przez aktywne eksperymenty – czyli sprawdzenie nowego pomysłu w praktyce, co prowadzi do powstania nowych doświadczeń i cykl zaczyna się od początku.

Model ten zakłada, że wiedzę zdobywa się głównie poprzez praktykę, i za to bywa najczęściej krytykowany. Pomimo umniejszania wagi uczenia teoretycznego i uczenia z samoistnego wyboru, stanowi fundament większości teorii zarządzania wiedzą i organizacji uczącej się.
Wybrane publikacje Kolba: 
- 2013. Inwentarz stylu uczenia się Kolba: Zeszyt ćwiczeń LSI . HayGroup.
- 2012. Teoria uczenia się przez doświadczenie . W: Encyclopaedia of the Sciences of Learning (s. 1215-1219). Springer US.
- 2011. Inwentarz stylu uczenia się Kolba 4.0 . Hay Group.
- 2010. Uczyć się, aby się bawić, bawić się, aby się uczyć: studium przypadku przestrzeni uczenia się ludycznego . Journal of Organizational Change Management.
- 2009. Teoria uczenia się przez doświadczenie: dynamiczne, holistyczne podejście do uczenia się, edukacji i rozwoju w zarządzaniu . Sage Publications.
- 2009. Sposób uczenia się. Metapoznawcze aspekty uczenia się przez doświadczenie . Symulacja i gry, 40(3), 297-327.
- 2009. Czy istnieją różnice kulturowe w stylu uczenia się? International Journal of Intercultural Relations, 33(1), 69-85.
- 2001. Teoria uczenia się przez doświadczenie: poprzednie badania i nowe kierunki. W: Perspectives on cognitive, learning, and thinking styles . Sternberg & Zhang (red.). NJ: Lawrence Erlbaum.